# Pierre Valentin
Pierre Sylvain Valentin, né le 11 décembre 1880 à Terrassettes, près d'Usson-en-Forez, et mort le 7 janvier 1962, est un missionnaire français qui fut évêque au Tibet et en Chine, ordinaire du diocèse de Kangding.

## Biographie
Pierre Valentin naît dans une famille d'agriculteurs du Forez à la foi solide. Il entre à la société des Missions étrangères de Paris, où il est ordonné diacre, le 27 février 1904 et prêtre le 26 juin 1904. Il est aussitôt envoyé en Chine et il arrive fin 1904 à l'évêché de Tan-sien-lou, dans la province du Sétchouan (Sichuan aujourd'hui), en pleine montagne à la limite de la Chine et du Tibet. Après une période d'apprentissage du chinois, il est chargé par Mgr Giraudeau de diriger le petit séminaire dont le recrutement stagne. Il parvient à redresser la situation et à mener des élèves au sacerdoce. Le premier prêtre de la région, Vincent Ly, est ordonné en 1911. Le P. Valentin aide aussi à la procure, participe à la construction de la cathédrale (détruite aujourd'hui) et de l'orphelinat, et à l'organisation de l'hôpital, où œuvrent les franciscaines missionnaires de Marie.
Pendant la révolution chinoise de 1911, la mission est évacuée à pied à quatre journées de marche à cause de la menace des rebelles et retourne en avril 1912. Le séminaire est agrandi. Le Père Valentin est nommé pro-vicaire apostolique, en 1913, pour seconder Mgr Giraudeau et il est en 1913 titulaire de l'église Notre-Dame-du-Sacré-Cœur de Yerkalo puis en 1915 de la paroisse de Tsé-Tchong. Pendant toutes ces années et comme les autres missionnaires il a étudié la langue tibétaine. En 1913 il échappe à l'épidémie de peste, puis tombe malade du typhus qui frappe la région en 1919-1920. Il retourne en septembre 1920 à Ta-tsien lou.
Il est nommé, le 11 novembre 1926, vicaire apostolique coadjuteur de Mgr Giraudeau pour le vicariat apostolique de Tat-sien-lou (ou Tatsienlu) et cinq jours plus tard évêque in partibus (titulaire) de Zeugma (de). Il reçoit la consécration épiscopale le 7 août 1927, des mains de Mgr Rouchouse, avec comme coconsécrateurs NNSS Renault, mep, et Poisson, mep.
Cette période est caractérisée par le développement des œuvres (orphelinat, hôpital) et la création de la « colonie Sainte-Thérèse » dont le but est de former des catéchistes dans les villages. Il bâtit une chapelle consacrée à la Vierge et fait ouvrir une léproserie à Otang-tse qu'il confie à l'ordre franciscain. Il donne en 1930 la direction du séminaire de Weisi (ou Weixi aujourd'hui) aux religieux du Grand-Saint-Bernard installés au Tibet depuis 1930. Le P. Maurice Tornay mourra en martyr en 1949.
Il succède à Mgr Giraudeau, qui a démissionné pour raison de santé, le 6 août 1936. Lorsque le vicariat est élevé au rang de diocèse de Can-tin (Kangding aujourd'hui), par la bulle de Pie XII du 11 avril 1946, Quotidie Nos, il en devient le premier évêque diocésain. Il confie aux rédemptoristes de prêcher des retraites au clergé à partir de 1938 et il continue à faire la tournée de ses postes de mission dans les montagnes.
Il est chassé du Tibet oriental en février 1952 par le nouveau pouvoir communiste, après avoir subi un jugement populaire, et termine sa vie en France à Montbeton.
Il n'existe plus selon les autorités chinoises qu'un millier de catholiques dans la région autonome du Tibet. La plupart vivent dans la paroisse de Yanjing (Yerkalo en tibétain) en montagne et sont, à part quelques épouses chinoises Han, d'ethnie tibétaine. Dans cette région, se situe l'église Notre-Dame-du-Sacré-Cœur de Yerkalo. Cependant aux abords des montagnes (en dehors de la région autonome du Tibet), les communautés catholiques restaurent leurs églises et retrouvent un nouveau dynamisme.